# Unțeni
Unțeni là một xã thuộc hạt Botoșani, România. Dân số thời điểm năm 2002 là 3040 người.